# 塞克什白堡車站
塞克什白堡車站（匈牙利語：Székesfehérvár vasútállomás）是匈牙利費耶爾州首府塞克什白堡的主要鐵路車站。該車站於1860年投入運營，之後車站於二次世界大戰中被毀。新車站大樓於1953年竣工，具有典型的社會主義現實主義風格。當時，它是匈牙利最現代化的火車站。1987年實現電氣化。車站於2014年至2016年再次重建。